# .sco
.sco je doména, která je navržena mezi generické domény nejvyššího řádu, jako národní doména Skotska, popřípadě skotštiny. Byla oficiálně spuštěna 15. července 2024.
Kampaň ohledně domény .sco byla spuštěna na popud úspěšné kampaně ohledně katalánské domény .cat.